# Itone
Itone ou Iton est une cité grecque antique de Thessalie.
Elle possédait un temple dédié à Athéna, la déesse étant parfois appelée « déesse d'Itone ».
Selon le Bouclier d'Héraclès du pseudo-Hésiode, c'est près d'Itone qu'eut le lieu le combat qui opposa Cycnos à Héraclès.